# Lịch sử

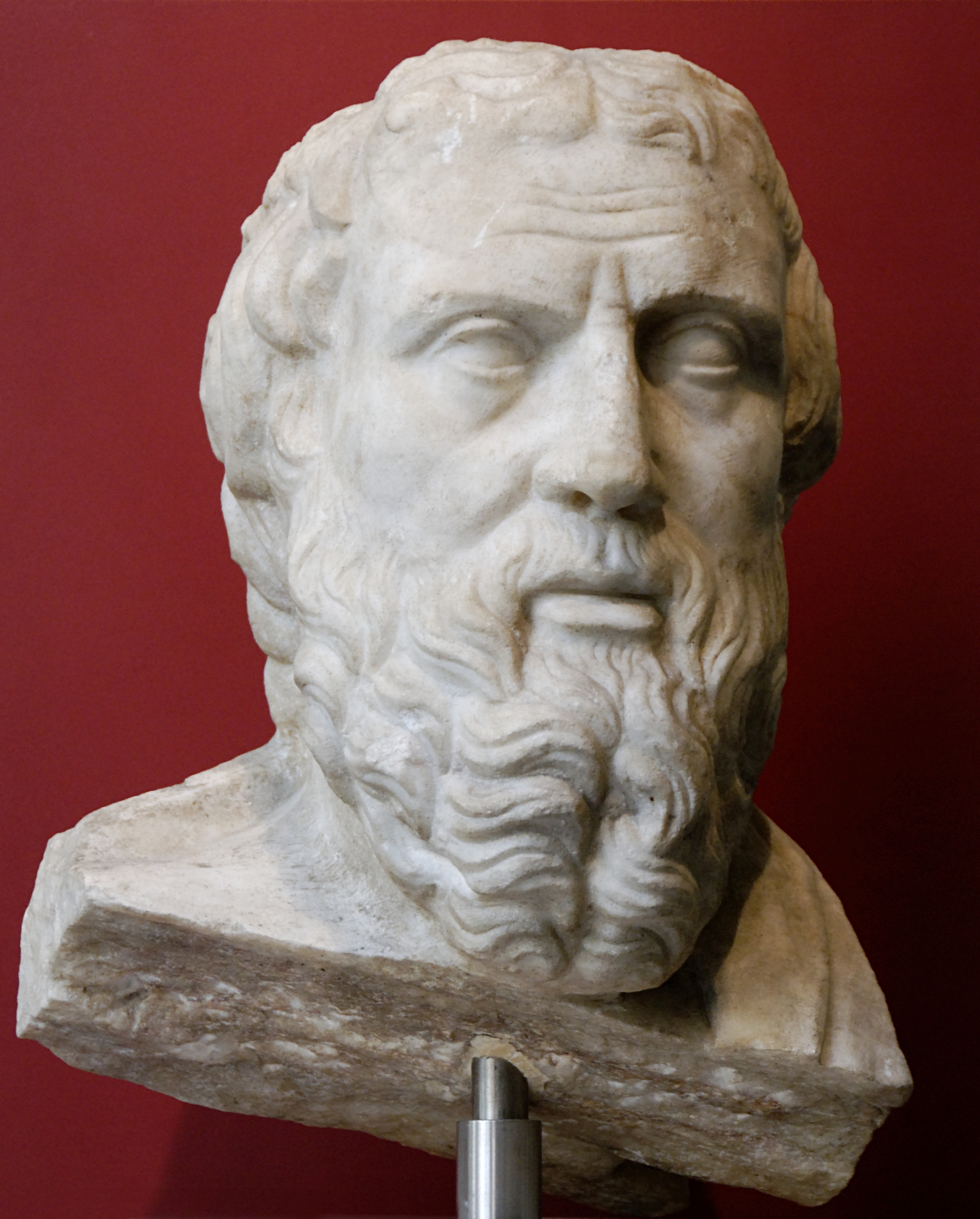
Herodotus (khoảng 484 TCN – khoảng 425 TCN), thường được coi là "cha đẻ của lịch sử" ở châu Âu

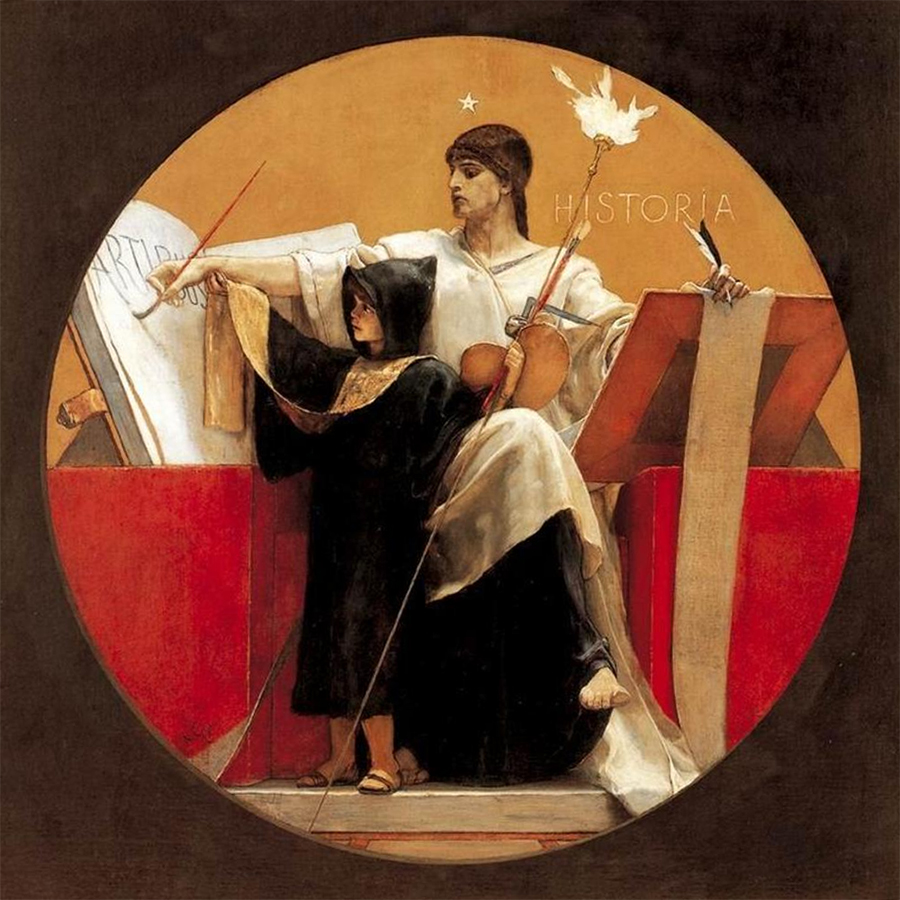
Lịch sử - tranh của Nikolaos Gysis (1892)

Lịch sử, sử học hay gọi tắt là sử (Tiếng Anh: history)  là một môn khoa học xã hội nghiên cứu về quá khứ, đặc biệt là những sự kiện liên quan đến con người. Đây là thuật ngữ chung có liên quan đến các sự kiện trong quá khứ cũng như những ghi nhớ, phát hiện, thu thập, tổ chức, trình bày, giải thích và thông tin về những sự kiện này. Những học giả viết về lịch sử được gọi là nhà sử học. Các sự kiện xảy ra trước khi được ghi chép lại được coi là thời tiền sử.
Lịch sử có thể tham khảo những môn học trừu tượng, trong đó sử dụng câu chuyện để kiểm tra và phân tích chuỗi các sự kiện trong quá khứ, và khách quan xác định các mô hình nhân quả đã ảnh hưởng đến các sự kiện trên. Các nhà sử học đôi khi tranh luận về bản chất của lịch sử và tính hữu dụng của nó bằng cách thảo luận nghiên cứu về chính lịch sử như một cách để cung cấp "tầm nhìn" về những vấn đề của hiện nay.
Các câu chuyện phổ biến của nền văn hóa nhất định, nhưng không được các nguồn thông tin khách quan khẳng định (ví dụ như những truyền thuyết về vua Arthur trong văn hóa phương Tây hay Lạc Long Quân và Âu Cơ trong văn hóa Việt) thường được phân loại là di sản văn hoá hay truyền thuyết, bởi những câu chuyện này không hỗ trợ việc "điều tra khách quan", vốn là một yêu cầu khắt khe của bộ môn sử học.
Herodotus, một nhà sử học Hy Lạp ở thế kỷ thứ 5 TCN được coi là "cha đẻ của lịch sử phương Tây", cùng với một nhà sử học cùng thời là Thucydides đã góp phần tạo nên nền tảng cho việc ghi chép lịch sử trong Lịch sử châu Âu. Các tác phẩm của họ vẫn còn được lưu giữ cho đến tận ngày nay. Sự khác biệt giữa cách tiếp cận lịch sử tập trung vào văn hóa của Herodotus và cách tiếp cận lịch sử tập trung vào quân sự của Thucydides vẫn còn gây tranh cãi giữa các nhà sử học khi họ viết lịch sử của thời hiện đại. Ở các nước phương Đông, Trung Quốc đã có chức sử quan ghi chép lịch sử từ ít nhất là 3.000 năm trước. Cuốn sử đầu tiên Kinh Xuân Thu là biên niên sử nổi tiếng ghi chép sự kiện từ năm 722 TCN, hiện vẫn còn lưu giữ được bản in ở thế kỷ thứ 2 TCN.
Ảnh hưởng từ thời cổ đại đã tạo ra hàng loạt các quan niệm về bản chất của lịch sử. Các quan niệm này đã phát triển qua nhiều thế kỷ và tiếp tục thay đổi cho đến ngày nay. Nghiên cứu hiện đại về lịch sử có phạm vi rộng, theo các chủ đề đa dạng. Lịch sử được giảng dạy như một phần của giáo dục tiểu học và trung học, và nghiên cứu khoa học lịch sử là một môn học chính trong các khoa nghiên cứu của trường đại học.

## Khái niệm
Từ lịch sử trong tiếng Hy Lạp là ἱστορία (historía) nghĩa là "sự tìm hiểu kiến thức bằng cách điều tra".Khi nói đến lịch sử theo một cách đơn giản thì nó là những gì thuộc về quá khứ và gắn liền với xã hội loài người. Với ý này, lịch sử bao trùm tất cả mọi lĩnh vực trong xã hội, đa diện do đó khó định nghĩa chính xác và đầy đủ. Vì thế, định nghĩa về lịch sử được rất nhiều nhà nghiên cứu đưa ra.
Định nghĩa ngắn gọn của Tiến sĩ Sue Peabody: lịch sử là một câu chuyện chúng ta nói chúng ta là ai.
Nhà bác học người La Mã Cicero (106-45 TCN) đưa ra quan điểm: "Historia magistra vitae" (lịch sử chính yếu của cuộc sống) với yêu cầu đạt tới "lux veritatis" (ánh sáng của sự thật).
Các định nghĩa dưới thường cũng chỉ đúng một phần, lịch sử được hiểu theo ba ý chính được các nhà nghiên cứu đồng ý:
- Việc diễn ra trong quá khứ: Những sự kiện diễn ra trong quá khứ cho đến thời điểm hiện tại, không thể thay đổi được, cố định trong không gian và thời gian, mang tính chất tuyệt đối và khách quan.
- Ghi lại những việc diễn ra trong quá khứ: con người muốn nắm bắt quá khứ, diễn đạt theo sự kiện theo từ ngữ và giải thích ý nghĩa của sự kiện, mang tính chất tương đối và chủ quan của người ghi lại bằng những câu chuyện kể.
- Là những sự kiện, hiện tượng đã xảy ra trong quá khứ nhưng đã hoàn toàn kết thúc từ 30 năm.
- Làm thành tài liệu của việc diễn ra trong quá khứ: cách làm hoặc quá trình tập hợp những sự việc diễn ra trong quá khứ thành tài liệu cũng chính là câu chuyện kể đối với hiện tại.

## Miêu tả

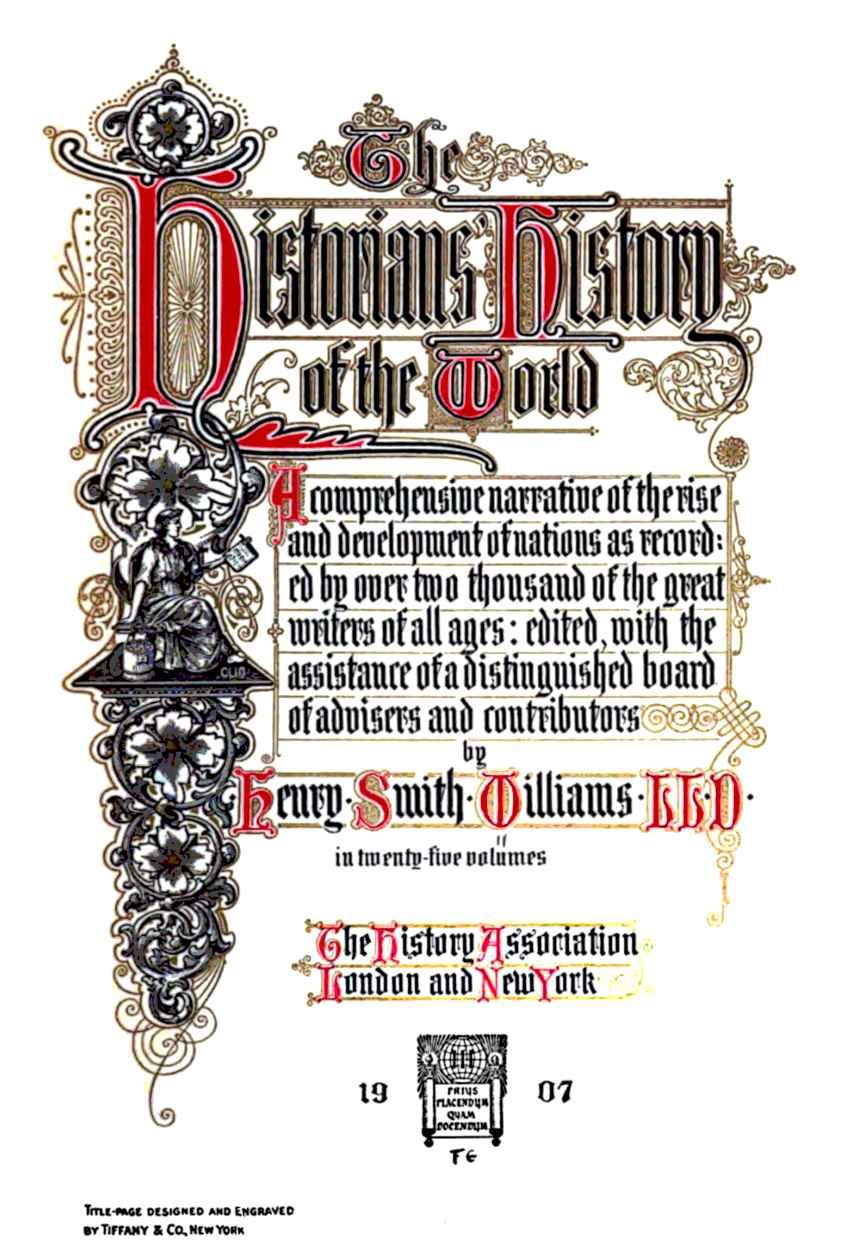
Trang tiêu đề Lịch sử thế giới của các nhà sử học

Các nhà sử học viết trong bối cảnh của thời đại của họ, và liên quan đến các ý tưởng thống trị hiện tại về cách giải thích quá khứ, và đôi khi viết để cung cấp bài học cho xã hội của chính họ. Theo lời của Benedetto Croce, "Tất cả lịch sử đều là lịch sử đương đại". Lịch sử được tạo điều kiện thuận lợi bằng việc hình thành một "diễn ngôn thực sự của quá khứ" thông qua việc đưa ra các câu chuyện và phân tích các sự kiện trong quá khứ liên quan đến loài người. Các phân nhánh hiện đại của sử học là dành riêng cho việc tạo ra của các câu chuyện này.
Tất cả các sự kiện được ghi nhớ và bảo lưu giữ trong một số hình thức xác thực tạo thành hồ sơ lịch sử. Nhiệm vụ của bài luận lịch sử là xác định các nguồn có thể đóng góp hữu ích nhất cho việc tạo ra các tài liệu chính xác về quá khứ. Do đó, sự thành lập kho lưu trữ của nhà sử học là kết quả của việc đăng ký một kho lưu trữ tổng quát hơn bằng cách vô hiệu hóa việc sử dụng một số văn bản và tài liệu nhất định (bằng cách làm sai lệch tuyên bố của họ để thể hiện "quá khứ thực sự"). Một phần của vai trò của nhà sử học là sử dụng khéo léo và khách quan số lượng lớn các nguồn từ quá khứ, thường được tìm thấy trong các tài liệu lưu trữ. Quá trình tạo ra một câu chuyện chắc chắn tạo ra một sự im lặng khi các nhà sử học nhớ hoặc nhấn mạnh các sự kiện khác nhau trong quá khứ.
Nghiên cứu về lịch sử đôi khi được phân loại là một phần của nhân văn học và vào thời điểm khác là một phần của khoa học xã hội. Nó cũng có thể được coi là cầu nối giữa hai khu vực rộng lớn đó, kết hợp các phương pháp từ cả hai. Một số nhà sử học cá nhân ủng hộ mạnh mẽ một trong hai phân loại trên. Vào thế kỷ 20, nhà sử học người Pháp Fernand Braudel đã cách mạng hóa việc nghiên cứu lịch sử, bằng cách sử dụng các chuyên ngành bên ngoài như kinh tế học, nhân chủng học và địa lý học trong các nghiên cứu lịch sử toàn cầu.
Theo truyền thống, các nhà sử học thường ghi lại các sự kiện trong quá khứ bằng các văn bản hoặc truyền lại bằng cách truyền miệng, và đã cố gắng trả lời các câu hỏi lịch sử thông qua nghiên cứu các tài liệu bằng văn bản và nội dung truyền miệng. Ngay từ đầu, các nhà sử học cũng đã sử dụng các nguồn như tượng đài, chữ khắc và hình ảnh. Nói chung, các nguồn kiến thức lịch sử có thể được tách thành ba loại: những gì được viết, những gì được nói và những gì được bảo tồn về mặt vật lý và các nhà sử học thường tham khảo cả ba loại này. Nhưng lịch sử viết là điểm đánh dấu tách biệt lịch sử với những gì được ghi lại trước đó.
Khảo cổ học là một môn học đặc biệt hữu ích trong việc xử lý các vị trí và đồ vật bị chôn vùi, mà một khi được khai quật, góp phần vào việc nghiên cứu lịch sử. Nhưng khảo cổ học hiếm khi đứng một mình. Nó sử dụng các nguồn tường thuật để bổ sung cho những khám phá của nó. Tuy nhiên, khảo cổ học được cấu thành từ một loạt các phương pháp và cách tiếp cận độc lập với lịch sử; điều đó có nghĩa là, khảo cổ học không "lấp đầy những khoảng trống" trong các nguồn văn bản sử. Thật vậy, "khảo cổ học lịch sử" là một nhánh cụ thể của khảo cổ học, thường trái ngược với kết luận của nó so với các nguồn văn bản đương đại. Chẳng hạn, Mark Leone, người khai quật và phiên dịch viên lịch sử Annapolis, Maryland, Hoa Kỳ; đã cố gắng tìm hiểu sự mâu thuẫn giữa các tài liệu văn bản và hồ sơ tài liệu, chứng minh sự sở hữu nô lệ và sự bất bình đẳng của sự giàu có rõ ràng thông qua nghiên cứu về môi trường lịch sử tổng thể, bất chấp hệ tư tưởng "tự do" vốn có trong các tài liệu bằng văn bản tại thời điểm này.
Có nhiều cách khác nhau để tổ chức lại lịch sử, bao gồm cả về mặt thời gian, văn hóa, lãnh thổ và theo chủ đề. Các cách tổ chức này không loại trừ lẫn nhau, và các phần giao nhau của các cách tổ chức này thường tồn tại. Các nhà sử học có thể quan tâm đến cả những điều rất cụ thể và rất chung chung, mặc dù xu hướng hiện đại đã hướng tới sự chuyên môn hóa. Lĩnh vực được gọi là "Lịch sử lớn" chống lại sự chuyên môn hóa này và tìm kiếm các mô hình hoặc xu hướng phổ quát. Lịch sử thường được nghiên cứu với một số mục tiêu thực tế hoặc lý thuyết, nhưng cũng có thể đơn giản được nghiên cứu chỉ vì sự tò mò trí tuệ.

## Lịch sử và tiền sử
Lịch sử thế giới là ký ức về trải nghiệm trong quá khứ của Homo sapiens sapiens trên toàn thế giới, vì kinh nghiệm đó đã được bảo tồn, chủ yếu là trong các ghi chép bằng văn bản. Khi nhắc đến "tiền sử", các nhà sử học có hàm ý nói về sự phục hồi kiến thức về quá khứ trong một khu vực không có lưu trữ bằng văn bản tồn tại, hoặc tại một khu vực mà văn bản của một nền văn hóa không đọc hiểu được. Bằng cách nghiên cứu hội họa, bản vẽ, chạm khắc và các đồ tạo tác khác, một số thông tin có thể được phục hồi ngay cả khi không có văn bản lưu lại. Từ thế kỷ 20, nghiên cứu về tiền sử được coi là cần thiết để tránh sự loại trừ ngầm của lịch sử đối với một số nền văn minh, chẳng hạn như châu Phi Hạ Sahara và châu Mỹ thời tiền Columbus. Các nhà sử học ở phương Tây đã bị chỉ trích vì tập trung quá nhiều vào thế giới phương Tây. Năm 1961, nhà sử học người Anh E. H. Carr đã viết:
Ranh giới phân định giữa thời tiền sử và lịch sử bị vượt qua khi con người không còn sống ở hiện tại và trở nên quan tâm một cách có ý thức cả về quá khứ và tương lai của họ. Lịch sử bắt đầu với việc truyền lại truyền thống; và truyền thống có nghĩa là mang theo những thói quen và bài học của quá khứ vào tương lai. Những ghi chép của quá khứ bắt đầu được lưu giữ vì lợi ích của các thế hệ tương lai.

Định nghĩa này bao gồm trong phạm vi lịch sử, có lợi ích mạnh mẽ của các dân tộc, như người Úc bản địa và người New Zealand Māori trong quá khứ, và các ghi chép bằng miệng được duy trì và truyền lại cho các thế hệ kế tiếp, ngay cả trước khi họ tiếp xúc với nền văn minh châu Âu.

## Chép sử

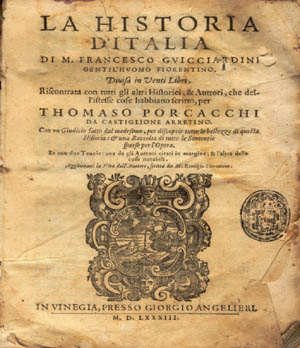
Trang tiêu đề của La Historia d'Italia

Thuật chép sử có một số ý nghĩa liên quan. Đầu tiên, nó có thể đề cập đến cách lịch sử đã được tạo ra: câu chuyện về sự phát triển của phương pháp và thực tiễn (ví dụ, chuyển từ tường thuật tiểu sử ngắn hạn sang phân tích chuyên đề dài hạn). Thứ hai, nó có thể đề cập đến những gì đã được tạo ra: một giai đoạn cụ thể của văn bản lịch sử (ví dụ: "lịch sử thời trung cổ trong những năm 1960" có nghĩa là "Tác phẩm của lịch sử thời trung cổ được viết trong những năm 1960"). Thứ ba, nó có thể đề cập đến lý do tại sao lịch sử được sản xuất: Triết lý về lịch sử. Là một phân tích meta về các mô tả về quá khứ, quan niệm thứ ba này có thể liên quan đến hai mô tả đầu tiên trong đó phân tích thường tập trung vào các câu chuyện, diễn giải, thế giới quan, sử dụng bằng chứng hoặc phương pháp trình bày của các sử gia khác. Các nhà sử học chuyên nghiệp cũng tranh luận về câu hỏi liệu lịch sử có thể được dạy như là một câu chuyện liền mạch duy nhất hay một loạt các câu chuyện cạnh tranh nhau.

## Phương pháp lịch sử
Phương pháp lịch sử bao gồm các kỹ thuật và hướng dẫn mà theo đó các nhà sử học sử dụng các nguồn chính và bằng chứng khác để nghiên cứu và sau đó viết lịch sử.
Herodotus thành Halicarnassus (484 TCN - khoảng 425 TCN)  thường được ca ngợi là "cha đẻ của lịch sử". Tuy nhiên, Thucydides - một tác giả khác cùng thời với ông (khoảng 460 TCN - khoảng 400 TCN) được ghi nhận là người đầu tiên tiếp cận lịch sử với một phương pháp lịch sử được phát triển tốt trong tác phẩm Lịch sử Chiến tranh Peloponnesia. Thucydides, không giống như Herodotus, coi lịch sử là sản phẩm của sự lựa chọn và hành động của con người, và xem xét nhân quả, thay vì kết quả của sự can thiệp của thần thánh (mặc dù Herodotus không hoàn toàn đi theo ý tưởng này).  Trong phương pháp lịch sử của mình, Thucydides nhấn mạnh đến niên đại, một quan điểm trung lập trên danh nghĩa và thế giới loài người là kết quả của hành động của con người. Các nhà sử học Hy Lạp cũng xem lịch sử là theo chu kỳ, với các sự kiện thường xuyên tái diễn.